# Bistum Tocantinópolis
Das Bistum Tocantinópolis (lat.: Dioecesis Tocantinopolitanus) ist eine in Brasilien gelegene römisch-katholische Diözese mit Sitz in Tocantinópolis im Bundesstaat Tocantins. 

## Geschichte
Das Bistum Tocantinópolis wurde am 20. Dezember 1954 durch Papst Pius XII. mit der Päpstlichen Bulle Ceu Pastor aus Gebietsabtretungen des Bistums Porto Nacional als Territorialprälatur Tocantinópolis errichtet. Die Territorialprälatur wurde dem Erzbistum Goiás als Suffragan unterstellt. Am 26. März 1956 wurde die Territorialprälatur Tocantinópolis dem Erzbistum Goiânia als Suffragan unterstellt.
Die Territorialprälatur Tocantinópolis wurde am 30. Oktober 1980 zum Bistum erhoben. Am 27. März 1996 wurde das Bistum Tocantinópolis dem Erzbistum Palmas als Suffraganbistum unterstellt. Am 31. Januar 2023 gab das Bistum große Teile seines Territoriums zur Errichtung des Bistums Araguaína ab. Der bisherige Bischof von Tocantinópolis, Giovane Pereira de Melo, wurde gleichzeitig zum ersten Bischof von Araguaína ernannt.

## Ordinarien

### Prälaten von Tocantinópolis
- Cornélio Chizzini FDP, 1962–1980

### Bischöfe von Tocantinópolis
- Cornélio Chizzini FDP, 1980–1981
- Aloísio Hilário de Pinho FDP, 1981–1999, dann Bischof von Jataí
- Miguel Ângelo Freitas Ribeiro, 2001–2007, dann Bischof von Oliveira
- Giovane Pereira de Melo, 2009–2023, dann Bischof von Araguaína
- Carlos Henrique Silva Oliveira, seit 2024